# Māori Women’s Welfare League

Logo der Māori Women’s Welfare League

Die Māori Women’s Welfare League (MWWL; deutsch Māori-Frauen-Wohlfahrts-Bund) ist eine neuseeländische Frauenorganisation, die sich zu sozialen und politischen Themen für die Belange von Māori-Frauen und ihren Familien einsetzt. Präsidentin auf nationaler Ebene ist seit 2008 Meagan Joe.
Die Māori Women’s Welfare League (Rōpū Wāhine Māori Toko i te Ora) wurde 1951 gegründet und stellt eine stammesübergreifende Organisation mit über 3000 Mitgliedern dar. Sie ist mit über 130 lokalen Untergliederungen über ganz Neuseeland vernetzt und hat Verbindungen, die bis nach Australien, dem Vereinigten Königreich und Hawaii reichen. Sie stellt damit das umfassendste soziale Netzwerk der Māori dar.

## Geschichte

### Hintergrund
Die ab den 1930ern einsetzende Urbanisierung der maorischen Bevölkerung war von der Entstehung erheblicher sozialer Probleme und Missstände begleitet. Lebten entsprechend der 1936er Volkszählung erst lediglich 10 % der Māori in Städten, waren es 1945 bereits 25 % und Ende der 1950er mehr als die Hälfte. Das engere Zusammenleben zwischen Māori und Pākehā führte zu Spannungen, Vorurteilen und zur Diskriminierung der maorischen Bevölkerung. Schlechte Wohnsituationen, Arbeitslosigkeit, Alkoholismus, Gewalt und Verbrechen auf Seiten der Māori waren unter anderem weitere Kennzeichen der Entwicklung. War der Anteil der Māori unter den Inhaftierten in den Gefängnissen in den 1920s noch 4 %, wuchs er bis 1940 schon auf 15 %, gefolgt von einer jährlichen Steigerungsrate von durchschnittlich 8,8 % zwischen 1950 und Mitte der 1970er.
1946 wurden mit dem Māori Social and Economic Advancement Act sogenannte Stammes-Komitees in den Iwi gebildet und auf Regierungsseite Welfare Officer (Beamte) benannt. Diese waren dem Department of Native Affairs direkt unterstellt und hatten die Aufgabe, als Vermittler zwischen den Komitees und der Regierung zu fungieren. Doch die Komitees in den Māorikommunen waren männerdominiert und orientierten sich nicht an den Bedürfnissen von Frauen und Kindern und zeigten in der Regel kein Interesse in Familienangelegenheiten. Um die soziale Situation der Māori-Frauen und ihre Kinder verbessern zu können, lag es nahe eine Frauenorganisation zu gründen.

### Vor Gründung der League
1936 gründete die Distrikt-Krankenschwester Robina Cameron aus Rotorua, aus Besorgnis um die Gesundheit von Frauen, die Women's Health League. Um an die Erfahrung der Organisation anknüpfen und die sozialen Fürsorge für Māori organisieren zu können, ging das Department of Native Affairs Ende der 1940er mit seinen gegründeten Welfare Komitees eine Zusammenarbeit mit der Women's Health League ein. 1950 kümmerten sich bereits 165 lokale Büros um gesundheitliche Belange von Maori-Frauen. Doch eine rein lokale Ausrichtung der Organisation, von der Robina Cameron nicht abweichen wollte, verhinderte eine weitere strategischen Zusammenarbeit.

### Gründung der League
Im September 1951 berief Ernest Corbett, damaliger Minister für Māori-Angelegenheiten, zu einer Konferenz des Māori Women Committees nach Wellington ein, mit dem Ziel, eine nationale Organisation unter der Kontrolle der Regierung zu schaffen, die sich intensiver um die Belange von Frauen und Kinder in den Familien der Māori kümmert.
Die 300 anwesenden Delegierten gründeten schließlich die Māori Women's Welfare League als dreistufige Organisation mit Local Branches, District Councils und einem Dominon Council (deutsch: lokalen Zweigstellen, Distrikträten und einem nationalen Führungsgremium). Das Interesse der Regierung, die Māori-Frauen aus Pākehā-Sicht in den traditionellen Rollen der Frauen zu stärken, fand in den 5 wichtigsten Punkten unter den 15 formulierten Zielen Ausdruck.
Die fünf wichtigsten Ziele:
1. Beziehungen zwischen Māori- und Pākehā-Frauen zu fördern, für Verständigung zu sorgen und mit anderen Frauenorganisationen, sowie Regierungsbehörden und lokale Körperschaften zu kooperieren.
2. Für die Gesundheit und das Wohlergehen von Māori-Frauen und deren Kindern zu sorgen.
3. Anleitungen für die richtig Ernährung von Kindern und Säuglingen, Zubereitung von Nahrung und Haushaltsführung zu geben; die Bedeutung von frische Luft und Sonnenschein zu vermitteln (Anm.: die Lebenssituationen boten das vielfach nicht); und für Diskussionen darüber zu sorgen.
4. Anleitungen für die Anlage von Gemüse- und Blumengärten und den Anbau von Obstbäumen zu geben und für generell attraktivere Bedingungen rund ums Haus aufzuklären.
5. Junge Mütter fürs Nähen, Stricken und Kunsthandwerk zu interessieren, sowie in der Herstellung von Frauen- und Kinderkleidung anzuleiten.

### Whina Cooper 1. Präsidentin
Als erste Präsidentin der Māori Women’s Welfare League wurde überraschend Whina Cooper gewählt. Waren doch, wie sie selber einmal formulierte, „so viele anwesend ..., die intelligent, gebildet, Krankenschwestern, Lehrer, Sozialarbeiter und dergleichen waren ...“, war sie die Einzige, die für das Amt nominiert wurde.
“There were people there from all over New Zealand, and so many of them were clever, so many were educated, nurses, school teachers, social workers and the like. And I only had my Proficiency. I couldn’t believe that I was only nominated.”
Ihre erste Aufgabe sah sie darin, der Organisation mit lokalen Büros – verteilt übers gesamte Land – eine breite Basis zu geben und allen betroffenen Frauen im Land gleiche Hilfe zuteilwerden zu lassen. Ihre zweite Aufgabe, die sie umgehend beherzt anpackte, war die katastrophalen Lebensbedingungen im Slum Freeman’s Bay in Auckland zu beseitigen. Mit couragiertem Auftritt gegenüber dem zuständigen Minister Ernest Corbett erreichte sie die Auflösung der Slums und den Neubau von Häusern für die Familien der Māori.
Whina Coopers Amtszeit dauerte sechs Jahre. Auf dem Kongress der League im Jahre 1957 trat sie nicht mehr an, nachdem Stimmen ihre Dominanz kritisiert hatten und die League nur noch mit ihr in Verbindung gebracht wurde. In den sechs Jahren ihrer Präsidentschaft engagierte sie sich in ihren Schwerpunktthemen Gesundheit, Bildung, Kriminalität und Diskriminierungen und setzte damit etwas andere Akzente als die, die bei der Gründung der League im Vordergrund standen. In ihrer Abschlussrede forderte sie auch, die Māori Women’s Welfare League unabhängiger vom Staat und eigenständiger zu organisieren sowie mit anderen Frauenorganisationen stärker zusammenzuarbeiten.
Ihr Erfolg war es, dass die Organisation 1956 mit 300 Büros, 88 District-Councils und mit mehr als 4000 Mitgliedern im gesamten Land vertreten war. Die Māori Women’s Welfare League war damit die erste Organisation der Māori, die landesweit mit einer Stimme sprach und sich für die sozialen Belange, vor allem für die verstädterten Māori, einsetzte.

### Māori Women's Development Fund
1986 gründete die Māori Women's Welfare League den Māori Women's Development Fund. Ziel dieses Funds war es, mit dem Geldtopf arbeitslosen Māori-Frauen einen Weg in die Selbstständigkeit zu ermöglichen. Heute wird der Māori Women's Development Fund von der Māori Women's Development Incorporation (MWDI) verwaltet, die zwar unabhängig von der Māori Women's Welfare League operiert, aber alle Mitglieder des Verwaltungsrates frühere Präsidentinnen der Māori Women's Welfare League waren. Der Fund ist zwar auch von der Regierung unabhängig, wurden aber seit 1986 mit Staatsgeldern für seine Arbeit unterstützt und muss sich regelmäßig einem Monitoring unterziehen. In den beiden Finanzjahren 2009/2010 und 2010/2011 lag das Budget für den Fonds bei jeweils 1,867 Mill. NZ$.